# Schloss Rambuteau

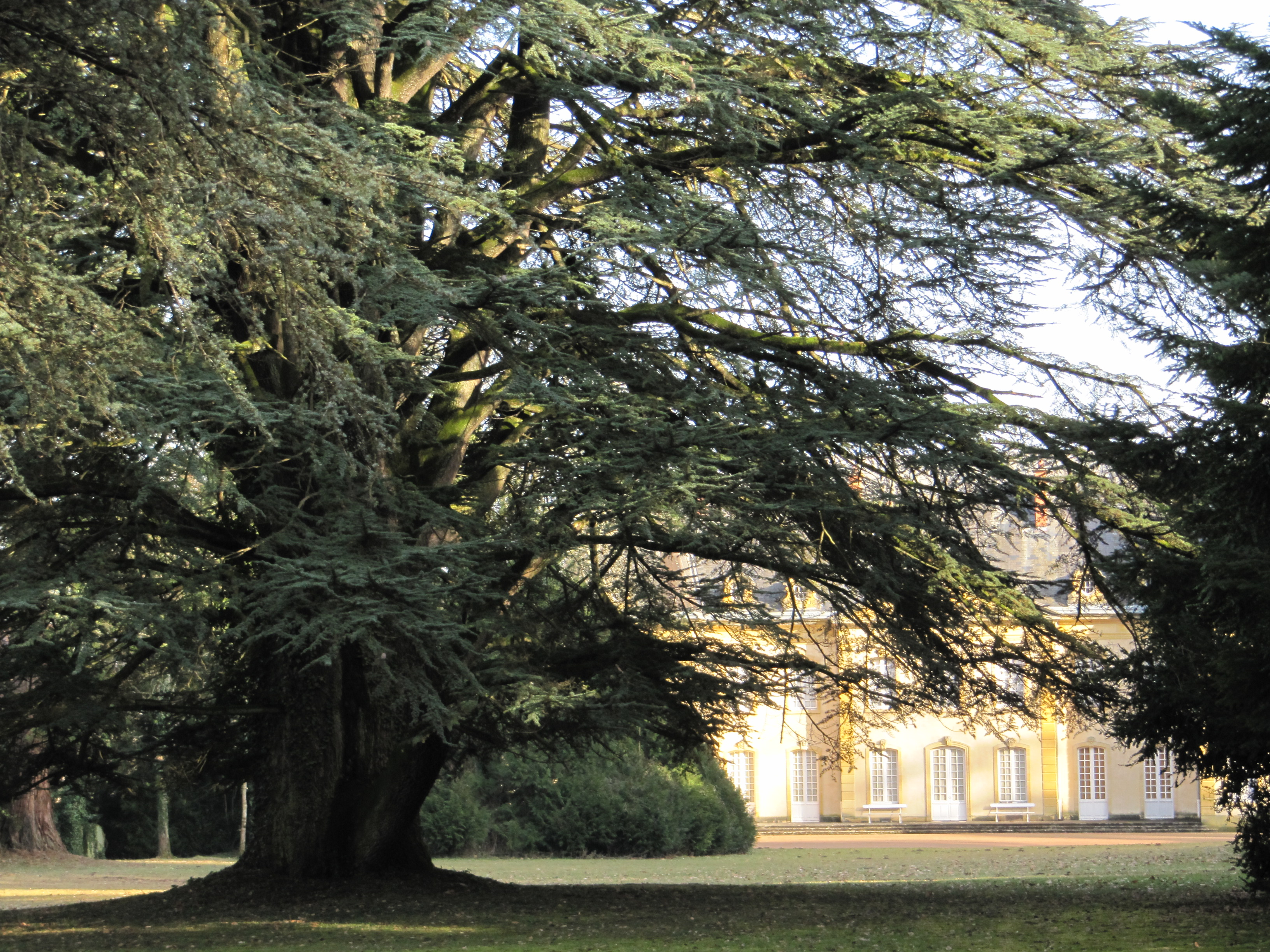
Park und Nordwestfassade

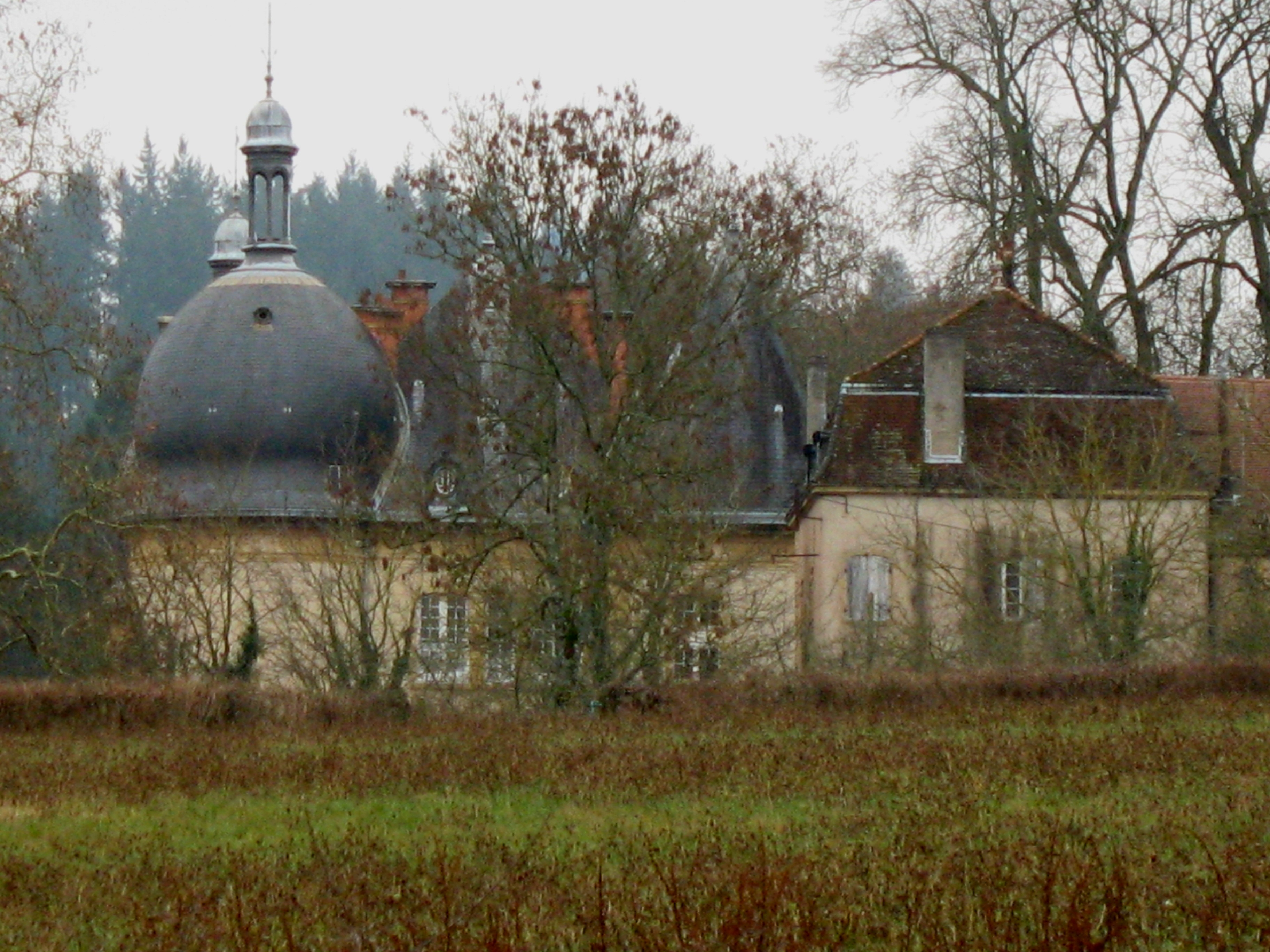
Nordostseite des Schlosses

Das Schloss Rambuteau (französisch Château de Rambuteau) steht in der französischen Gemeinde Ozolles im Département Saône-et-Loire in der Region Bourgogne-Franche-Comté.
Das Schloss wurde am 21. Februar 2002 als Monument historique klassifiziert und damit unter Denkmalschutz gestellt. Es befindet sich in Privatbesitz.

## Geschichte
Das Schloss in seiner heutigen Form entstand im Jahre 1840. Claude-Philibert Rambuteau ließ das Schloss im Stil des 18. Jahrhunderts mit Walmdächern und der zentralen Fassaden auf den Fundamenten eines Gebäudes von 1777 errichten. Es sind noch ältere Teile des Schlosses erhalten, nämlich ein Turm und eine Kapelle, die noch aus dem 16. Jahrhundert stammen. Im Innern des Schlosses befinden sich Salons mit Möbeln im Stil der Epochen Louis 16. Im 19. Jahrhundert wurde bei der Renovierung der alten Kapelle ein Park neu angelegt.

## Trivia
Die Straße Rue Rambuteau und die Métrostation Rambuteau in Paris sind nach Claude-Philibert Barthelot (1781–1869), Graf von Rambuteau, benannt.